# Jean-Baptiste Thorn
Jean-Baptiste Thorn  (Remich, 7 maart 1783 - Bergen, 23 maart 1841) was een Belgisch liberaal lid van het Nationaal Congres, senator en provinciegouverneur.

## Biografie

### Familie
Jean-Baptiste Thorn was een zoon van notaris Jean-Pierre Thorn (1755-1803) en Catherine Toussaint. Hij trouwde in 1807 in Bertrange met Marie-Marguerite Suttor (1788-1854). Ze kregen twee zoons en twee dochters. Ze waren de schoonouders van François Dubois, gouverneur van Luxemburg en Brabant.

### Loopbaan

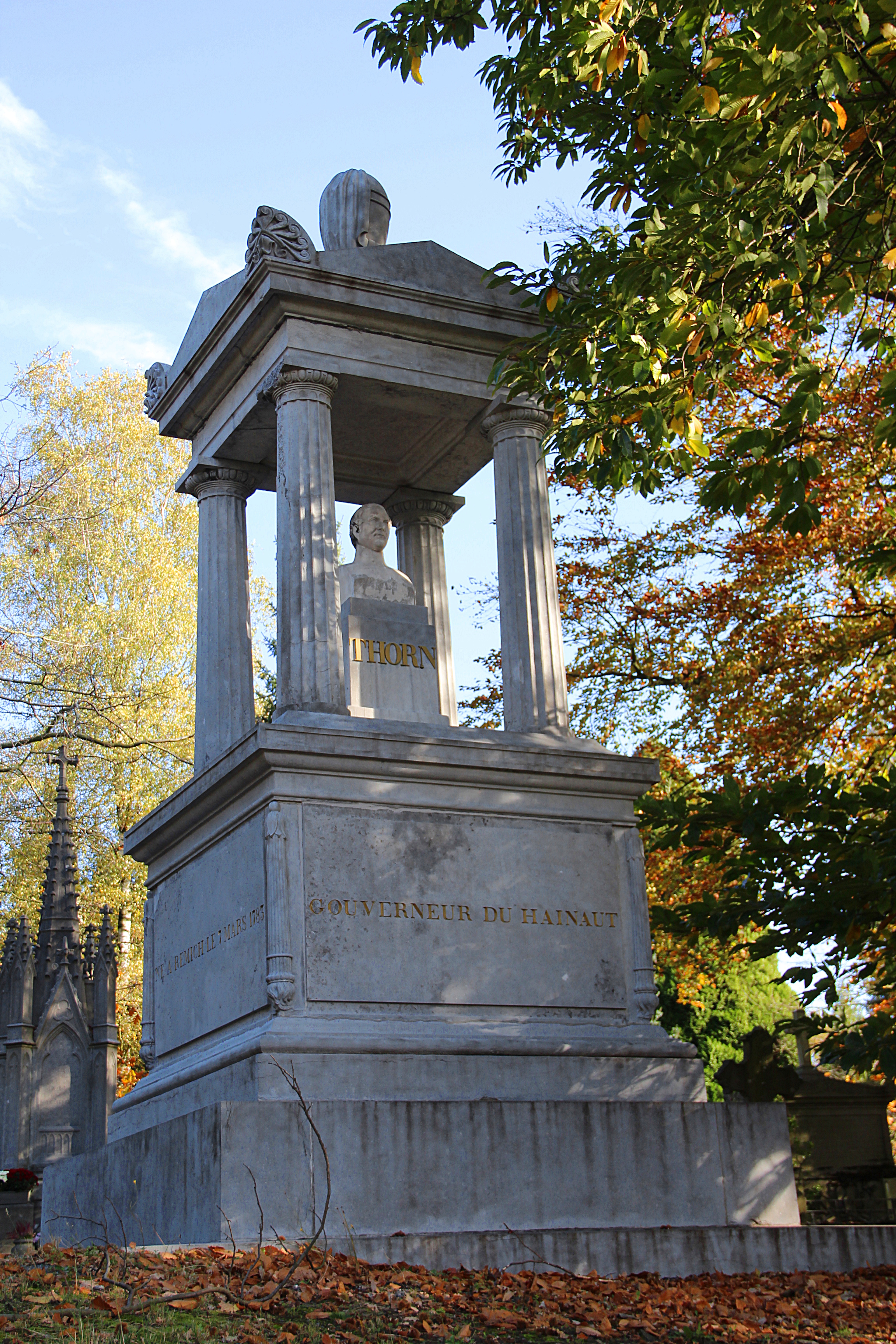
Grafmonument van Jean-Baptiste Thorn

Thorn promoveerde tot doctor in de rechten aan de École de droit in Parijs. Hij vestigde zich als advocaat eerst in Luik (1805) en vervolgens in Luxemburg (1806). Hij werd vervolgens:
- districtscommissaris van Luxemburg (1814-1815),
- gemeenteraadslid van Luxemburg (1814-1819),
- lid van de Provinciale Staten (1815-1830) en gedeputeerde (1819-1825) van Luxemburg
- politiecommissaris van Luxemburg (1818),
- provinciegouverneur van Luxemburg (1830-1834),
- provinciegouverneur van Henegouwen (1834-1841).

Vanaf 1825 was hij een stevig opponent van de Nederlandse regering, wat er toe leidde dat hij door het arrondissement Luxemburg verkozen werd tot lid van het Nationaal Congres. Hij werd door het Voorlopig Bewind benoemd in de Grondwetscommissie. Hij stemde tegen de eeuwige uitsluiting van de Oranjes en voor de kandidatuur van Leopold I als koning. Hij maakte deel uit van de delegatie die de kroon aan de verkozen vorst ging aanbieden.
In augustus 1831 werd hij verkozen tot unionistisch senator voor het arrondissement Aarlen-Diekirch, een mandaat dat hij vervulde tot in 1839.
In april 1832 werd hij door orangisten ontvoerd en opgesloten in de Citadel van Luxemburg, maar in november 1832 kwam hij vrij na een gevangenenruil.

## Publicatie
- Exposé de la situation administrative de la Province de Lvxembourg, 1834.